# Битка при Фере (1913)
Битката при Фере е сражение между четите на Руси Славов и Димитър Маджаров и османски башибозук, състояло се на 23 септември 1913 след Междусъюзническата война.

## Предишни събития и сражението при Фере

### Предишни събития
На 19 септември 1913 г. Башибозушки орди нападат Дедеагач (днес Александрополи) като убиват, разграбват и изнасилват мирното българско население.
Мълвата за това кръвопролитие достига бързо до войводите Димитър Маджаров и Руси Славов в планината. Обединените сили на въоръжените от селото мъже и четниците на Руси Славов и Димитър Маджаров били готови да пресрещнат башибозушките орди

### Сражението при Фере
Четниците на двамата войводи и въоръжените мъже от селата пресичат образувалата се бежанска колона още същия ден близо до гр. Фере. На един километър преди селището те нападат башибозука. В „Разорението на тракийските българи през 1913 година“ Любомир Милетич цитира думите на Руси Славов относно развръзката:
| „ | Стреляме три пъти във въздуха, понеже башибозукът беше смесен с народа. Затова беше нужна атака на нож. От нашето „ура“ турците се отеглиха от народа, започнаха да отстъпват настрана и да стрелят по нас. Момчетата се сражаваха като лъвове. От тях имаше хора, които не бяха видели сражение още, а нали най-близките им бяха сред народа! Неопитните момчета, щом видяха своите жени и деца, взеха да отстъпват заедно с тях. | “ |

Поради добрата позиция която е избрала четата, османците претърпяват тежки загуби. В престрелката е убит и командирът им, след което те се разбягват панически.